# Helena Ciak
Helena Ciak (Dunkerque, 15 dicembre 1989) è una cestista francese.

## Carriera
Con la Francia ha disputato due edizioni dei Giochi olimpici (Rio de Janeiro 2016, Tokyo 2020), tre Campionati mondiali (2014, 2018, 2022) e tre dei Campionati europei (2015, 2017, 2021).